# Рио-Ибаньес (коммуна)
Рио-Ибаньес (исп. Río Ibáñez) — коммуна в Чили. Административный центр коммуны — посёлок Пуэрто-Ибаньес. Население — 757 человек (2002).   Посёлок и коммуна входит в состав провинции Хенераль-Каррера и области Айсен-дель-Хенераль-Карлос-Ибаньес-дель-Кампо.
Территория коммуны —  5997,2 км². Численность населения — 2285 жителей (2007). Плотность населения — 0,41 чел./км².

## Расположение
Посёлок Пуэрто-Ибаньес расположен в 80 км на юг от административного центра области города Койайке и в 34 км на северо-запад от административного центра провинции города Чиле-Чико.
Коммуна граничит:
- на севере — c коммуной Койайке
- на востоке — с провинцией Санта-Крус (Аргентина)
- на юге — c коммуной Чиле-Чико
- на западе — c коммуной Айсен

## Демография
Согласно сведениям, собранным в ходе переписи Национальным институтом статистики,  население коммуны составляет 2285 человек, из которых 1270 мужчин и 1015 женщин.
Население коммуны составляет 2,28 % от общей численности населения области Айсен-дель-Хенераль-Карлос-Ибаньес-дель-Кампо, при этом 100 % относится к сельскому населению и 0 % — городское население.